# Тихий белый Дунай
«Тихий белый Дунай» — популярная болгарская песня-марш в честь отряда Ботева и его драматической переправы через реку Дунай с пароходом «Радецкий». На текст Ивана Вазова и музыку Ивана Караджова.
Одноименное стихотворение было написано Иваном Вазовым 1876 году. Музыка была написана в 1909 году революционером, общественным деятелем и педагогом Иваном Караджовым, в то время он был учителем музыки в Болгарской мужской гимназии в Салониках, за что подвергался преследованиям со стороны турецких властей.
Произведение вскоре стало одной из самых любимых болгарских патриотических песен, исполняемых как военный марш.

## Текст
Полный текст песни доступен в Wikisource.
Тих бял Дунав се вълнува,
весело шуми
и „Радецки“ гордо плува
по златни вълни.
Но кога се там съзирва
козлодуйски бряг,
в парахода рог изсвирва,
развя се байряк.
Млади български юнаци
явяват се там,
на чела им левски знаци,
в очите им плам.
Гордо Ботев там застана
младият им вожд –
па си дума капитану,
с гол в ръката нож:
Аз съм български войвода,
момци ми са тез;
ний летиме за свобода,
кръв да леем днес.
Ний летиме на България
помощ да дадем
и от тежка тирания
да я отървем.